# Барканешти (Олт)
Барканешти (рум. Bărcănești) насеље је у Румунији у округу Олт у општини Валчеле. Oпштина се налази на надморској висини од 116 m.

## Становништво
Према подацима из 2002. године у насељу је живело 899 становника, од којих су сви румунске националности.